# شارل دو کانج
شارل دو کانج (انگلیسی: Charles du Fresne, sieur du Cange; ۱۸ دسامبر ۱۶۱۰ – ۲۳ اکتبر ۱۶۸۸) فرهنگ‌نویس، زبان‌شناس، تاریخ‌نگار، و نویسنده اهل فرانسه بود.